# Taobao

Logo van Taobao

Taobao is de Chinese online marktplaats van internetgigant Alibaba. De marktplaats werd gelanceerd in mei 2003 en kan worden vergeleken met eBay. Het is een platform waarop Chinese verkopers hun producten in eigen 'winkels' te koop aanbieden. Inmiddels zijn er ruim 750 miljoen verschillende producten te koop op Taobao.

## Taobao Agenten
De ontoegankelijkheid van Taobao voor consumenten die de Chinese taal niet beheersen heeft een groep bedrijven geïnspireerd om zich op te werpen als Taobao Agent. Als consument is het mogelijk om via een Agent in een andere taal een bestelling te plaatsen. De Agent bestelt vervolgens bij de Chinese verkoper op Taobao en verstuurt de bestelde artikelen na ontvangst van de verkoper weer naar de consument.